# Doux (rivier)
De Doux is een zijrivier van de Rhône in de noordelijke Vivarais, in het Franse Ardèchedepartement.
De bovenloop van de rivier ontstaat uit enkele takken, één bij Saint-Bonnet-le-Froid op 1050 meter hoogte, en één bij Saint-Pierre-sur-Doux, die samenkomen in het dorpje La Chapelle-sous-Rochepaule. Hij mondt uit in de Rhône bij Tournon-sur-Rhône.
De voornaamste zijrivieren zijn de Duzon, de Daronne, de Eal, de Grozon, de Sumène, de Condoie, de Sialle en de Douzet.